# Ireneusz Konior
Ireneusz Konior (ur. 25 sierpnia 1970) − polski grafik, ilustrator i autor komiksów.

## Życiorys
Pracuje jako grafik i ilustrator. Jest autorem okładek do książek fantasy i science-fiction, w szczególności do serii Uczta wyobraźni Wydawnictwa Mag, za które został wyróżniony nagrodą Śląkfa. Brał udział w pracach nad kilkoma grami komputerowymi.
Komiksy publikował w antologiach, m.in.: 44 antologia komiks, Komiksowy Przewodnik po Warszawie czy City Stories #03: Rekonstrukcja.
Jest scenarzystą i rysownikiem autorskiej serii komiksowej Opowieść rybaka, wydanej najpierw we Francji.

## Publikacje komiksowe
- Opowieść rybaka - 1 - Czekając na Hemingwaya, 2006
- Opowieść rybaka - 2 - Demon z lodówki, 2009

## Nagrody i wyróżnienia
- Laureat nagrody Śląkfa jako Twórca Roku 2012[6]